# Mignavillers
Mignavillers település Franciaországban, Haute-Saône megyében. Lakosainak száma 366 fő (2022. január 1.). Mignavillers Lomont, Athesans-Étroitefontaine, Faymont, Granges-la-Ville, Granges-le-Bourg, Moffans-et-Vacheresse és Senargent-Mignafans községekkel határos.

## Népesség
A település népességének változása:
| Lakosok száma | 359  | 337  | 343  | 339  | 348  | 356  | 365  | 367  | 366  |
|               | 2013 | 2015 | 2016 | 2017 | 2018 | 2019 | 2020 | 2021 | 2022 |